# František Ferdinand Orleánský
František Ferdinand Francouzský (14. srpna 1818 – 16. června 1900) byl třetím synem orleánského vévody a pozdějšího krále Francie Ludvíka Filipa a jeho manželky Marie Amálie Neapolsko-Sicilské. Byl také admirálem Francouzského námořnictva a talentovaný umělec.

## Mládí
František se narodil v Château de Neuilly, Neuilly-sur-Seine ve Francii. Vzdělán pro námořnictvo, byl v roce 1836 jmenován poručíkem. Jeho první zřetelná služba byla v bitvě u Veracruzu v listopadu 1838, velel lodi Créole, když zajal mexického generála Mariana Aristu.
Princ byl povýšen na kapitána a v roce 1840 byl pověřen převezením pozůstatků Napoleona ze Svaté Heleny do Francie.

### Manželství
1. května 1843 se v Rio de Janeiro oženil s Františkou Karolínou Portugalskou, sestrou Petra II. Brazilského. Jejich syn Petr z Penthièvre (1845–1919) byl také vychováván do námořnictva a nějaký čas navštěvoval Námořnickou Akademii v USA. Kníže ze Joinvillu navštívil akademii a požádal o upřímný odhad charakteru jeho syna, chování a jeho schopnost pro námořní službu. Petr se nikdy neoženil, ale byl otcem dvou nemanželských dětí. Pár měl také dceru Františku, která se v roce 1863 provdala za svého bratrance Roberta ze Chartres. Tímto sňatkem se Františka stala předkem žadatele francouzského trůnu, Henriho d'Orléans.

## Námořní operace
V roce 1844 vedl námořní operace na pobřeží Maroka, bombardování Tangeru a okupaci As-Sawíry a byl odměněn hodností Viceadmirála. V následujícím roce publikoval v Revue des deux Mondes článek o nedostatcích Francouzského námořnictva, který přitahoval značnou pozornost, a svým nepřátelstvím vůči ministru Guizotovi, stejně jako strojeností špatné vůle vůči Spojenému království, získal značnou popularitu. Únorová revoluce 1848 ho přesto stejně jako ostatní orleánská knížata zasáhla. Urychleně opustil Alžírsko, kde sloužil, a našel útočiště v Claremontu, Surrey, se zbytkem své rodiny.
Dále už nemohl pokračovat v kariéře u námořnictva. V roce 1851 oznámil svou kandidaturu na francouzské prezidentské volby, které se konaly v roce 1852 a doufal, že připraví cestu pro případnou obnovu monarchie. Pokus stát se druhým "princem-prezidentem" byl přerušen, když první prezident Ludvík Napoleon Bonaparte uskutečnil vlastní nástup na trůn. V roce 1861, po vypuknutí americké občanské války, jednal s Washingtonem, D.C. a poskytl službu svého syna a dvou synovců k dispozici vládě Spojených států.
Po svržení Druhého Francouzského císařství vstoupil v roce 1870 do Francie, odkud byl okamžitě vyhoštěn vládou národní obrany. Když se vrátil do Francie inkognito, vstoupil do armády generála Louise d'Aurelle de Paladines pod jménem "plukovník Lutherod", bojoval statečně před Orléansem a poté, když prozradil svou totožnost, oficiálně požádal o povolení sloužit. Gambetta ho však zatkl a poslal zpět do Anglie.

### Pozdější život
V Národním shromáždění v únoru 1871 byly knížeti navráceny dva departmenty a byl zvolen k zasedání za Haute-Marne. Po dohodě s Thiersem však kníže nezaujal své místo, dokud nebyl Thiers zvolen prezidentem prozatímní republiky. Jeho hluchota mu zabránila, aby v Shromáždění přispěl jakýmkoli příspěvkem, a v roce 1876 odstoupil. V roce 1886 ho ustanovením zákona proti předchůdcům na trůně zbavili jeho postavení viceadmirála, ale i nadále žil ve Francii a zemřel v Paříži v červnu 1900.

## Práce
Kníže ze Joinville byl autorem několika esejů a pamfletů o námořních záležitostech a dalších záležitostech veřejného zájmu, které byly původně publikovány z větší části buď anonyně nebo pseudonymně a následně byly publikovány pod jeho vlastním jménem po pádu císařství. Jeho díly bylo například: Essais sur la marine française (1853); Études sur la marine (1859 and 1870); Guerre d'Amérique, campagne du Potomac (1862 and 1872); Encore un mot sur Sadowa (Brusel, 1868); a Vieux souvenirs (1894). Joinville měl také pověst malíře. Byl přítomen červencové revoluci v roce 1830, kdy byl král Karel X. nahrazen orleánským francouzským králem Ludvíkem Filipem. V řadě portrétů francouzského národního života zobrazoval několik významných událostí v životě bourbonské monarchie. Jakmile se králové vojáci objevili na náměstí Place de la Concorde, vykreslil je, jak střílejí na dav. Když dav napadl Palais Royal, namaloval Karla X. s Ludvíkem Filipem, jeho uchvatitelem, stojícím za ním a král mával davům dole. Ve slavné scéně nakreslil ženu na vrcholu, jak ji nějací muži podávají Trikoloru, když pochodovali 31. července 1830. Delacroixův obraz silně kontrastoval s královským motivem obrazů Joinvilla. Celkem Joinville namaloval 35 akvarelů.

## Vývod z předků
|                               |                                     |  |                    |                                             |  |  |  |  |  |  |  | Ludvík I. Orleánský |
|                               |                                     |  |                    |                                             |  |  |  |  |  |  |  |                     |
|                               | Ludvík Filip I. Orleánský           |  |                    |                                             |  |  |  |  |  |  |  |                     |
|                               |                                     |  |                    |                                             |  |  |  |  |  |  |  |                     |
|                               |                                     |  |                    | Augusta Bádenská                            |  |  |  |  |  |  |  |                     |
|                               |                                     |  |                    |                                             |  |  |  |  |  |  |  |                     |
|                               | Ludvík Filip II. Orleánský          |  |                    |                                             |  |  |  |  |  |  |  |                     |
|                               |                                     |  |                    |                                             |  |  |  |  |  |  |  |                     |
|                               |                                     |  |                    | Ludvík Armand Bourbonský                    |  |  |  |  |  |  |  |                     |
|                               |                                     |  |                    |                                             |  |  |  |  |  |  |  |                     |
|                               | Luisa Henrietta Bourbonská          |  |                    |                                             |  |  |  |  |  |  |  |                     |
|                               |                                     |  |                    |                                             |  |  |  |  |  |  |  |                     |
|                               |                                     |  |                    | Luisa Alžběta Bourbonská                    |  |  |  |  |  |  |  |                     |
|                               |                                     |  |                    |                                             |  |  |  |  |  |  |  |                     |
|                               | Ludvík Filip                        |  |                    |                                             |  |  |  |  |  |  |  |                     |
|                               |                                     |  |                    |                                             |  |  |  |  |  |  |  |                     |
|                               |                                     |  |                    | Ludvík Alexander, hrabě z Toulouse          |  |  |  |  |  |  |  |                     |
|                               |                                     |  |                    |                                             |  |  |  |  |  |  |  |                     |
|                               | Ludvík Jan Maria Bourbonský         |  |                    |                                             |  |  |  |  |  |  |  |                     |
|                               |                                     |  |                    |                                             |  |  |  |  |  |  |  |                     |
|                               |                                     |  |                    | Marie Viktorie de Noailles                  |  |  |  |  |  |  |  |                     |
|                               |                                     |  |                    |                                             |  |  |  |  |  |  |  |                     |
|                               | Luisa Marie Adelaida Bourbonská     |  |                    |                                             |  |  |  |  |  |  |  |                     |
|                               |                                     |  |                    |                                             |  |  |  |  |  |  |  |                     |
|                               |                                     |  |                    | František III. d´Este                       |  |  |  |  |  |  |  |                     |
|                               |                                     |  |                    |                                             |  |  |  |  |  |  |  |                     |
|                               | Marie Tereza Felicitas d'Este       |  |                    |                                             |  |  |  |  |  |  |  |                     |
|                               |                                     |  |                    |                                             |  |  |  |  |  |  |  |                     |
|                               |                                     |  |                    | Šarlota Aglaé Orleánská                     |  |  |  |  |  |  |  |                     |
|                               |                                     |  |                    |                                             |  |  |  |  |  |  |  |                     |
| František Ferdinand Orleánský |                                     |  |                    |                                             |  |  |  |  |  |  |  |                     |
|                               |                                     |  |                    |                                             |  |  |  |  |  |  |  |                     |
|                               |                                     |  | Filip V. Španělský |                                             |  |  |  |  |  |  |  |                     |
|                               |                                     |  |                    |                                             |  |  |  |  |  |  |  |                     |
|                               | Karel III. Španělský                |  |                    |                                             |  |  |  |  |  |  |  |                     |
|                               |                                     |  |                    |                                             |  |  |  |  |  |  |  |                     |
|                               |                                     |  |                    | Alžběta Parmská                             |  |  |  |  |  |  |  |                     |
|                               |                                     |  |                    |                                             |  |  |  |  |  |  |  |                     |
|                               | Ferdinand I. Neapolsko-Sicilský     |  |                    |                                             |  |  |  |  |  |  |  |                     |
|                               |                                     |  |                    |                                             |  |  |  |  |  |  |  |                     |
|                               |                                     |  |                    | August III. Polský                          |  |  |  |  |  |  |  |                     |
|                               |                                     |  |                    |                                             |  |  |  |  |  |  |  |                     |
|                               | Marie Amálie Saská                  |  |                    |                                             |  |  |  |  |  |  |  |                     |
|                               |                                     |  |                    |                                             |  |  |  |  |  |  |  |                     |
|                               |                                     |  |                    | Marie Josefa Habsburská                     |  |  |  |  |  |  |  |                     |
|                               |                                     |  |                    |                                             |  |  |  |  |  |  |  |                     |
|                               | Marie Amálie Neapolsko-Sicilská     |  |                    |                                             |  |  |  |  |  |  |  |                     |
|                               |                                     |  |                    |                                             |  |  |  |  |  |  |  |                     |
|                               |                                     |  |                    | Leopold Josef Lotrinský                     |  |  |  |  |  |  |  |                     |
|                               |                                     |  |                    |                                             |  |  |  |  |  |  |  |                     |
|                               | František I. Štěpán Lotrinský       |  |                    |                                             |  |  |  |  |  |  |  |                     |
|                               |                                     |  |                    |                                             |  |  |  |  |  |  |  |                     |
|                               |                                     |  |                    | Alžběta Charlotta Orleánská                 |  |  |  |  |  |  |  |                     |
|                               |                                     |  |                    |                                             |  |  |  |  |  |  |  |                     |
|                               | Marie Karolína Habsbursko-Lotrinská |  |                    |                                             |  |  |  |  |  |  |  |                     |
|                               |                                     |  |                    |                                             |  |  |  |  |  |  |  |                     |
|                               |                                     |  |                    | Karel VI.                                   |  |  |  |  |  |  |  |                     |
|                               |                                     |  |                    |                                             |  |  |  |  |  |  |  |                     |
|                               | Marie Terezie                       |  |                    |                                             |  |  |  |  |  |  |  |                     |
|                               |                                     |  |                    |                                             |  |  |  |  |  |  |  |                     |
|                               |                                     |  |                    | Alžběta Kristýna Brunšvicko-Wolfenbüttelská |  |  |  |  |  |  |  |                     |
|                               |                                     |  |                    |                                             |  |  |  |  |  |  |  |                     |